# Pseudosympycnus palpiger
Pseudosympycnus palpiger is een vliegensoort uit de familie van de slankpootvliegen (Dolichopodidae). De wetenschappelijke naam van de soort werd voor het eerst geldig gepubliceerd in 1931 door Van Duzee als Sympycnus palpiger.